# Ioan al IX-lea al Constantinopolului
Ioan al IX-lea Agapetos sau Ieromnemon (în greacă Ἰωάννης Θ΄ Ἀγαπητός sau Ἱερομνήμων, transliterat: Ioannis 9 Agapetos sau Ieromnenon; n. secolul al XI-lea – d. aprilie 1134) a fost un cleric ortodox grec, care a îndeplinit funcția de patriarh ecumenic al Constantinopolului între 1111 și 1134. Porecla lui Ioan se datorează faptului că înainte de alegerea sa pe tronul patriarhal a deținut funcția de hieromnemon în cadrul Patriarhiei.

## Biografie

### Formarea teologică
S-a născut în orașul Calcedon și era nepotul unui proeminent mitropolit al Calcedonului. Când a crescut, a fost hirotonit diacon pentru a sluji în Catedrala Patriarhală. În același timp, a ocupat funcția de hieromnemon în cadrul Patriarhiei.
Ioan era un cleric care provenea din aripa cărturărească, filozofică a ierarhiei Bisericii și avansase în rândul clerului patriarhal. A fost ales patriarh al Constantinopolului la 24 mai 1111 (la 24 mai 6619, în al XXXI-lea an de domnie al împăratului Alexie I Comnenul (1081-1118)), potrivit unei informații din manuscrisul Atheniensis 1431 citate de istoricul bizantinist francez Vitalien Laurent în articolul „La chronologie des patriarches de Constantinople de 996 à 1111”, publicat în Échos d'Orient, tome XXXV (1936), p. 81, nota 7.

### Patriarh al Constantinopolului
După alegerea sa ca patriarh, el a căutat să inverseze tendința de secularizare din rândul clerului prin interzicerea preoților să acționeze ca avocați în procese civile. Având o formație cărturărească, patriarhul Ioan a încercat să adune o colecție mare de cărți în capitala Imperiului Bizantin, unde nu exista în acea vreme o bibliotecă centrală. Achiziționarea colecțiilor de cărți ale demnitarilor și nobililor decedați a devenit o practică, la fel ca și copierea cărților de către funcționarii patriarhali. Aceste măsuri au contribuit la creșterea numărului și gamei de cărți deținute în Biserica Sfânta Sofia, care puteau fi consultate de profesori.
În timpul păstoririi sale a apărut o dispută în jurul învățăturilor mitropolitului Eustratie al Niceei, care a exprimat diverse presupuneri despre natura umană a lui Hristos. Eustratie a scris două tratate, în care, pentru a-și dovedi ideile, a citat fragmente din scrierile lui Chiril al Alexandriei. Patriarhul Ioan al IX-lea a convocat un sinod la Constantinopol, care s-a întrunit la 26 aprilie 1117 și a condamnat doctrina cristologică a lui Eustratie al Niceei ca nestoriană, în ciuda apărării sale de către patriarh. Mitropolitul Eustratie a renegat public învățăturile sale și a cerut sinodului să-l ierte pentru ignoranța sa. Scrierile lui Eustrarie au fost arse. Patriarhul a hotărât să nu-l caterisească pe Eustrarie, dar i-a interzis să slujească până la convocarea următorului sinod. În chestiunile religioase, patriarhul Ioan a încercat să impună clerul patriarhal, mai degrabă decât comunitatea monahală, ca o voce autoritară a Ortodoxiei. Ioan al IX-lea Agapetos este considerat autorul cărții Omilii patriarhale ale Constantinopolului, care conține diverse predici.
Tot în această perioadă împăratul bizantin Alexie I Comnenul (1081-1118) a făcut unele eforturi pentru a pune capăt schismei dintre Biserica Ortodoxă și Biserica Catolică, dar acestea au eșuat, deoarece papa Pascal al II-lea a insistat la sfârșitul anului 1112 ca patriarhul Constantinopolului să recunoască primatul papal asupra „tuturor bisericilor lui Dumnezeu din întreaga lume”. Patriarhul nu a putut accepta această recunoaștere din cauza opoziției majorității clerului secular, a comunităților monahale și a laicilor.

### Sfârșitul păstoririi sale
Durata patriarhatului lui Ioan al IX-lea variază de la un autor la altul: 22 ani și 11 luni (manuscrisul Angelicus 43 XVI), 23 ani (Nichifor Calist, Leunclavius și Filip de Novara, precum și manuscrisul Paris. suppl. 1034), 23 ani și 3 luni (Synopsis chronica) și 24 ani și 2 luni (manuscrisele Laurentianus LIX 13, Atheniensis 1372 și Paris. suppl. 755). Alte surse precum Dictionnaire de théologie catholique și listele lui Karl Krumbacher menționează că patriarhul Ioan al IX-lea a păstorit în perioada 1111-1134.
Sfârșitul păstoririi lui Ioan al IX-lea este presupusă de teologul și bizantinologul francez Venance Grumel (secretar al Revue des études byzantines și autor al unei cronologii a patriarhilor de Constantinopol) a fi fost în a doua jumătate a lunii aprilie 1134, deoarece un document sinodal din mai 1134 (mai 6642, conform numerotației anilor din acea vreme) menționează avizul negativ dat transferării pe tronul constantinopolitan a patriarhului Ioan al VI-lea al Antiohiei (1106-1134), care nu călcase niciodată în Antiohia, dar își exersase însă autoritatea asupra mitropoliilor de pe teritoriul imperial din jurisdicția sa. Ca urmare, a fost ales un nou patriarh în persoana marelui econom al Bisericii Constantinopolitane, Leon.
Ioan al IX-lea Agapetos este venerat ca sfânt în Biserica Ortodoxă, fiind prăznuit în ziua de 18 iulie.